# Ricardo García García
Ricardo García García (ur. 13 marca 1955 w Limie) – peruwiański duchowny katolicki, biskup, prałat Prałatury terytorialnej Yauyos od 2004.

## Życiorys
Ukończył szkołę średnią w szkole Champagnat Braci Szkolnych Marystów w Miraflores. Następnie ukończył studia inżynierskie (inżynieria przemysłowa - licencjat) na uniwersytecie Piura w roku 1979. W 1985 uzyskał stopień doktora teologii na Uniwersytecie Nawarry. Święcenia prezbiteratu przyjął 12 czerwca 1983 z rąk Jana Pawła II w Watykanie jako inkardynowany do Prałatury personalnej Opus Dei. Pracował jako kapelan przy wyższych uczelniach, był także dyrektorem kolegiów Stowarzyszenia Świętego Krzyża.
12 października 2004 mianowany na prałata Yauyos przez papieża Jana Pawła II. Sakrę biskupią otrzymał 4 grudnia 2004.